# Олизаров Став
Олизаров Став (бел. Алізараў Стаў) — деревня в Жабинковском районе Брестской области Беларуси. Входит в состав Степанковского сельсовета.

## География
Деревня находится в западной части Брестской области, на левом берегу реки Жабинки, при автодороге Р-7, на расстоянии приблизительно 3 километров (по прямой) к северо-западу от города Жабинка, административного центра района. Абсолютная высота — 141 метр над уровнем моря.

## История
В письменных источниках начинает упоминаться начиная с 1577 года.
По состоянию на 1905 год, в Олизароставе проживало 256 человек. В административном отношении деревня входила в состав Сехновичской волости Кобринского уезда Гродненской губернии.
Согласно Рижскому мирному договору (1921), деревня вошла в состав межвоенной Польши, входила в состав гмины Сехновиче Кобринского повета Полесского воеводства. В 1921 году числилось 79 жителей, проживавших в 13 домах. В этническом составе населения того периода поляки составляли 84,8 %, белорусы — 15,2 %. В конфессиональном составе населения православные христиане составляли 88,6 %.
С 1939 года в БССР, с 1940 года в составе Степанковского сельсовета.

## Население
По данным переписи 2019 года, в деревне проживало 60 человек.
| Год  | Население, человек |
| ---- | ------------------ |
| 1897 | 163                |
| 1905 | ↗ 256              |
| 1940 | ↘ 250              |
| 1921 | ↘ 79               |
| 1959 | ↗ 133              |
| 1970 | ↘ 126              |
| 2005 | ↘ 59               |
| 2009 | ↗ 71               |
| 2019 | ↘ 60               |